# Onthophagus masaoi
Onthophagus masaoi là một loài bọ cánh cứng trong họ Bọ hung (Scarabaeidae).